# Miles Franklin Award
Il Miles Franklin Literary Award è uno dei più importanti premi letterari australiani assegnato annualmente ad un romanzo di alto valore trattante un aspetto della vita australiana.
Istituito per volontà della scrittrice Miles Franklin che lasciò in eredita il suo patrimonio stimato in 8922 sterline per fondare il riconoscimento, assegna al vincitore un premio in denaro di 60000 dollari.

## Albo d'oro[6]
| Anno | Autore                    | Titolo                                                  | Traduzione italiana                                               |
| ---- | ------------------------- | ------------------------------------------------------- | ----------------------------------------------------------------- |
| 1957 | Patrick White             | Voss                                                    | L'esploratore                                                     |
| 1958 | Randolph Stow             | To the Islands                                          |                                                                   |
| 1959 | Vance Palmer              | The Big Fellow                                          |                                                                   |
| 1960 | Elizabeth O'Conner        | The Irishman                                            |                                                                   |
| 1961 | Patrick White             | Riders in the Chariot                                   | I passeggeri del carro                                            |
| 1962 | Thea Astley George Turner | The Well Dressed Explorer The Cupboard Under the Stairs |                                                                   |
| 1963 | Sumner Locke Elliott      | Careful, He Might Hear You                              | Silenzio, potrebbe sentirci...                                    |
| 1964 | George Johnston           | My Brother Jack                                         |                                                                   |
| 1965 | Thea Astley               | The Slow Natives                                        |                                                                   |
| 1966 | Peter Mathers             | Trap                                                    |                                                                   |
| 1967 | Thomas Keneally           | Bring Larks and Heroes                                  |                                                                   |
| 1968 | Thomas Keneally           | Three Cheers for the Paraclete                          |                                                                   |
| 1969 | George Johnston           | Clean Straw for Nothing                                 |                                                                   |
| 1970 | Dal Stivens               | A Horse of Air                                          |                                                                   |
| 1971 | David Ireland             | The Unknown Industrial Prisoner                         |                                                                   |
| 1972 | Thea Astley               | The Acolyte                                             |                                                                   |
| 1973 | Non assegnato             |                                                         |                                                                   |
| 1974 | Ronald McKie              | The Mango Tree                                          |                                                                   |
| 1975 | Xavier Herbert            | Poor Fellow My Country                                  |                                                                   |
| 1976 | David Ireland             | The Glass Canoe                                         |                                                                   |
| 1977 | Ruth Park                 | Swords and Crowns and Rings                             |                                                                   |
| 1978 | Jessica Anderson          | Tirra Lirra by the River                                | Il giardino dei ricordi                                           |
| 1979 | David Ireland             | A Woman of the Future                                   |                                                                   |
| 1980 | Jessica Anderson          | The Impersonators                                       |                                                                   |
| 1981 | Peter Carey               | Bliss                                                   | Estasi                                                            |
| 1982 | Rodney Hall               | Just Relations                                          |                                                                   |
| 1983 | Non assegnato             |                                                         |                                                                   |
| 1984 | Tim Winton                | Shallows                                                |                                                                   |
| 1985 | Christopher Koch          | The Doubleman                                           |                                                                   |
| 1986 | Elizabeth Jolley          | The Well                                                | Il pozzo                                                          |
| 1987 | Glenda Adams              | Dancing on Coral                                        |                                                                   |
| 1988 | Non assegnato             |                                                         | Cambio data: dall'anno della pubblicazione all'anno dell'annuncio |
| 1989 | Peter Carey               | Oscar and Lucinda                                       | Oscar e Lucinda                                                   |
| 1990 | Tom Flood                 | Oceana Fine                                             |                                                                   |
| 1991 | David Malouf              | The Great World                                         | Nel mondo grande                                                  |
| 1992 | Tim Winton                | Cloudstreet                                             | Cloudstreet                                                       |
| 1993 | Alex Miller               | The Ancestor Game                                       |                                                                   |
| 1994 | Rodney Hall               | The Grisly Wife                                         |                                                                   |
| 1995 | Helen Dale                | The Hand That Signed the Paper                          |                                                                   |
| 1996 | Christopher Koch          | Highways to a War                                       |                                                                   |
| 1997 | David Foster              | The Glade Within the Grove                              |                                                                   |
| 1998 | Peter Carey               | Jack Maggs                                              | Jack Maggs                                                        |
| 1999 | Murray Bail               | Eucalyptus                                              | Eucalyptus                                                        |
| 2000 | Thea Astley Kim Scott     | Drylands Benang                                         |                                                                   |
| 2001 | Frank Moorhouse           | Dark Palace                                             |                                                                   |
| 2002 | Tim Winton                | Dirt Music                                              | Dirt Music                                                        |
| 2003 | Alex Miller               | Journey to the Stone Country                            |                                                                   |
| 2004 | Shirley Hazzard           | The Great Fire                                          | Il grande fuoco                                                   |
| 2005 | Andrew McGahan            | The White Earth                                         |                                                                   |
| 2006 | Roger McDonald            | The Ballad of Desmond Kale                              |                                                                   |
| 2007 | Alexis Wright             | Carpentaria                                             | I cacciatori di stelle                                            |
| 2008 | Steven Carroll            | The Time We Have Taken                                  |                                                                   |
| 2009 | Tim Winton                | Breath                                                  | Respiro                                                           |
| 2010 | Peter Temple              | Truth                                                   | Verità                                                            |
| 2011 | Kim Scott                 | That Deadman Dance                                      |                                                                   |
| 2012 | Anna Funder               | All That I Am                                           | Tutto ciò che sono                                                |
| 2013 | Michelle de Kretser       | Questions of Travel                                     |                                                                   |
| 2014 | Evie Wyld                 | All the Birds, Singing                                  | Tutti gli uccelli, cantano                                        |
| 2015 | Sofie Laguna              | The Eye of the Sheep                                    |                                                                   |
| 2016 | A. S. Patrić              | Black Rock White City                                   |                                                                   |
| 2017 | Josephine Wilson          | Extinctions                                             |                                                                   |
| 2018 | Michelle de Kretser       | The Life to Come                                        |                                                                   |
| 2019 | Melissa Lucashenko        | Too Much Lip                                            | La nostra rabbia                                                  |
| 2020 | Tara June Winch           | The Yield                                               |                                                                   |
| 2021 | Amanda Lohrey             | The Labyrinth                                           |                                                                   |
| 2022 | Jennifer Down             | Bodies of Light                                         |                                                                   |
| 2023 | Shankari Chandran         | Chai Time at Cinnamon Gardens                           |                                                                   |
| 2024 | Alexis Wright             | Praiseworthy                                            |                                                                   |
| 2025 | Siang Lu                  | Ghost Cities                                            |                                                                   |